# بررسی تاریخی قصص قرآن
بررسی تاریخی قصص قرآن کتابی از محمد بیومی مهران با ترجمهٔ سیدمحمد راستگو و مسعود انصاری است که در سال ۱۳۸۳ منتشر و در مراسم کتاب سال جمهوری اسلامی ایران به‌عنوان کتاب برگزیده معرفی شد.